# Thysanote goodi
Thysanote goodi är en kräftdjursart som beskrevs av Ottis Robert Causey 1960. Thysanote goodi ingår i släktet Thysanote och familjen Lernaeopodidae. Inga underarter finns listade i Catalogue of Life.